# チベット・モンゴル相互承認条約
チベット・モンゴル相互承認条約（チベット・モンゴルそうごしょうにんじょうやく、蒙古西蔵条約、蒙蔵条約とも、モンゴル語:Монгол-Төвөдийн гэрээ、チベット語:སོག་བོད་ཆིངས་ཡིག་）は、1913年1月11日、モンゴルのウルガにおいて、モンゴルのボグド・ハーン政権とチベットのガンデンポタン（ラサに本拠を置き、ダライ・ラマを元首とするチベットの政府）との間で締結された条約。

## 経緯
1911年10月10日に勃発した辛亥革命により清国が滅亡すると、その旧領を巡って中国の共和政権（中華民国）とモンゴル・チベットの民族政権（ダライ・ラマ政権・ボグド・ハーン政権）は、それぞれの主張に基づいた国際的地位の確立を目指した。すなわち清国の旧領の全域を単位とする「中国」という枠組みを設定し、自身をその「中央政府」と位置づけ、その他の各地の政権に服属をもとめる漢民族の共和政権の立場と、清朝皇帝の消滅により、その支配下に入っていた諸国・諸民族はそれぞれ対等の別個の国家となる、というモンゴル・チベットの民族政権の立場である。
本条約は、モンゴルとチベットが、中国（中華民国）とは別個の独立した国家としての国際承認を協力して獲得しようとする中で締結された。 

## 本条約における中国認識
モンゴル、チベットにおける清朝皇帝観は、清帝は文殊皇帝として中国を統治すると同時に仏教の保護者転輪聖王としてモンゴル、チベットを従えている、というものであった。満州人による清王朝では中国は直轄地とされていたが、チベット・モンゴルは冊封関係という主従関係を結んだ藩部であり、ダライラマや諸侯たち、モンゴル王公はそれぞれ自前の統治機関を擁してそれぞれの領域を統治しており、中国、モンゴル、チベットの区別は明確であり、清帝に従属していても中国の支配をうけているという観念はなかった。本条約の冒頭部には、そのような中国観が表れている。

## 条約の文面
日本における最初期の紹介
第一条　西蔵は蒙古の牝豚の年に於て宣言せる独立自治権並に呼土克図の蒙古に対する統治権を承認す
第二条　蒙古は西蔵の独立自治権並に達頼刺嘛の西蔵に対する統治権を承認す
第三条　締盟両国は確乎たる基礎の上に仏教建設の手段方法を講ずべし
第四条　締盟両国の一国が内部或は外部の危険に脅かさる時は他の一国は之を援助すべし
第五条　締盟両国は相互に其一国人が宗教上或は政府の用務を帯びて他の一国内を旅行する時は之を保護援助すべし
第六条　締盟両国は両国人の商業取引並びに商業的使節に対し便宜の手段を採るべし
第七条　商業取引上の債権に就ては各当該国政府が之を是認したる場合に限り西蔵人により引き受けられ其他の要求に就ては之を受理せず。但し本条約発布以前に行はれたる商業取引上の要求は其重大なるものに限り各当該国政府に於て之を受理し部落に対し債務を要求するを得ず
第八条　本条約に対し今後条件追加の必要ある時締盟両国全権委員の協議により之を決す
第九条　本条約は調印の日即ち西蔵に於ては水鼠の年蒙古に於ては皇帝推戴の第二年西暦千九百十三年一月十一日より實施す
チベット語資料による前文・あとがきの紹介
（前文）
チベット人と、モンゴル人の二国は文殊皇帝の支配のもとから離脱して中国 とは別々になった。自由・独立の政府を樹立し、モンゴル・チベット両政府は、互いに永らく宗教を共にしてきたという友誼と以前からの友人としての交誼を深めるために、自由を有するモンゴル国家の外務大臣代理ニクタビリクトゥ＝ダーラマ・ラプテンと国軍総司令・大臣心得マンライバートル＝ベイス＝ダムディンスレン、チベットの保護者ダライラマの使者の、侍従・侍読・僧官長ロサンガワン、銀行頭取・迎賓員ガワンチェージン、秘書ゲンドゥンゲンツェン等が下記の如く承認したその内容は次のものである。
（以下条文）
（あとがき）
自由を有するモンゴル国政府の条約締結員の、外務大臣代理ビリクトゥ＝ダーラマ＝ラプテンおよび国軍総司令・心得マンライバートル・ベイス・ダムディンスレン、自由を有するチベット政府ダライラマの条約締結員の侍従・侍読・三品僧官ロサンガワンおよび銀行主管・知賓ガワンチェーズィン、秘書ゲンドゥンゲンツェン等が、書名と調印を行った。
モンゴル人の独立第二年十二月五日、チベットの水鼠年十二月五日に条目を終え本文件を概括して書き記した。

### チベット関連のとりきめ
- チベット・中国の国境画定／和平条約（822年)
- シムラ会談
- シムラ協定
- 十七か条協定（1950年)

### モンゴル関連のとりきめ
- キャフタ会談
- キャフタ協定
- ヤルタ協定（外モンゴルを現状維持とし、内モンゴルを中華民国領とすることをソビエト・アメリカ・イギリスが決定[4]。

### 近代チベット、モンゴル関連
- ダライ・ラマ
- チャムドの戦い
- チベット動乱
- 内モンゴル独立運動